# Eugenia afzelii
Eugenia afzelii är en myrtenväxtart som beskrevs av Adolf Engler. Eugenia afzelii ingår i släktet Eugenia och familjen myrtenväxter.
Artens utbredningsområde är Sierra Leone. Inga underarter finns listade i Catalogue of Life.